# William Tilden Blodgett
William Tilden Blodgett (1823 – 4 november 1875) was een kunstverzamelaar uit New York die medeoprichter was van het Metropolitan Museum of Art.
Blodgett was actief betrokken bij de Amerikaanse Burgeroorlog en bij de organisatie van de NYC Union League Club en de United States Sanitary Commission, opgericht om geld in te zamelen voor de oorlogsgewonden. Hij stichtte de krant  The Nation  en was in 1869 medeoprichter van het American Museum of Natural History. Hij was een lid van de commissie opgericht in 1869 om het Metropolitan Museum of Art op te starten en was ook de eerste voorzitter. Blodgett behoorde tot de selectiecommissie voor de Amerikaanse werken die op de Franse tentoonstelling van 1867 werden gepresenteerd en vond dat hij genoeg wist om in 1870 schilderijen aan te kopen voor het jonge museum.
Blodgett was in 1870 in Europa bij het uitbreken van de Frans-Pruisische Oorlog. De kunstmarkt van Parijs was door de oorlog verstoord en de kunstdealers waren bezorgd om hun verkoop. Blodgett maakte de reis zeker met het museum in gedachten maar verwachtte waarschijnlijk niet het aantal schilderijen dat beschikbaar zou zijn. In augustus en september kocht Blodgett Nederlandse, Vlaamse, Franse en Engelse schilderijen in drie grote groepen van de kunsthandelaars Léon Gauchez en Étienne Le Roy. In totaal kocht hij 174 schilderijen (bekend als de "Purchase of 1871") die hij samen met John Taylor Johnston financierde en ongeveer de helft van deze aankopen uit 1871 zijn nog steeds aanwezig in het museum.

## Werken in het Metropolitan Museum of Art
De nog aanwezige werken:
| Foto | Titel                                                                 | Artiest                                | Jaartal    | Inventarisnummer | Databank Met |
| ---- | --------------------------------------------------------------------- | -------------------------------------- | ---------- | ---------------- | ------------ |
|      | De ontmoeting van Alexander de Grote en Diogenes                      | Gaspar de Crayer                       |            | 71.1             | MET          |
|      | Vaas met bloemen                                                      | Jacob Vosmaer                          |            | 71.5             | MET          |
|      | Vaas met bloemen                                                      | Margaretha Haverman                    | 1716       | 71.6             | MET          |
|      | De heilige familie met Sint-Anna en de jonge gedoopte met zijn ouders | Jacob Jordaens                         |            | 71.11            | MET          |
|      | De tuin van de herberg in Emmaus                                      | David Rijckaert                        |            | 71.12            | MET          |
|      | Rustiek interieur                                                     | David Rijckaert                        |            | 71.13            | MET          |
|      | Een visstelende kat                                                   | Giuseppe Recco                         |            | 71.17            | MET          |
|      | Vanitas stilleven                                                     | Edwaert Collier                        | 1662       | 71.19            | MET          |
|      | Gevechtsscene                                                         | Johannes Lingelbach                    | 1671       | 71.23            | MET          |
|      | Het offer van Isaac                                                   | Giovanni Domenico Tiepolo              |            | 71.28            | MET          |
|      | Het interieur van Sint-Pieter, Rome                                   | Giovanni Paolo Panini                  |            | 71.31            | MET          |
|      | Groepsportret: een bruiloft                                           | Gillis van Tilborgh                    |            | 71.32            | MET          |
|      | Sint-Remigius en het brandende koren                                  | Zwitsers schilder                      | 1500       | 71.33ab          | MET          |
|      | Portret van een vrouw                                                 | Bernhard Strigel                       |            | 71.34            | MET          |
|      | Jacob Willemsz. van Veen                                              | Maarten van Heemskerck                 | 1532       | 71.36            | MET          |
|      | Sint-Agapitus van Praeneste in de arena                               | Zwitsers schilder                      | 1500       | 71.40ab          | MET          |
|      | Sint-Rosalie bij de pestslachtoffers in Palermo                       | Antoon van Dijck                       | 1624       | 71.41            | MET          |
|      | Een mand en vogels                                                    | Jan Fijt                               |            | 71.43            | MET          |
|      | Een haas en vogels                                                    | Jan Fijt                               |            | 71.44            | MET          |
|      | Een patrijs en kleine vogels                                          | Jan Fijt                               |            | 71.45            | MET          |
|      | Portret van een jonge vrouw                                           | Cornelis de Vos                        |            | 71.46            | MET          |
|      | Interieur van een Gotische kerk bij nacht                             | Pieter Neefs II                        |            | 71.50            | MET          |
|      | Midas wast zich in de bron van Pactolus                               | Nicolas Poussin                        |            | 71.56            | MET          |
|      | Eenden rusten in de zon                                               | Jean-Baptiste Oudry                    | 1753       | 71.57            | MET          |
|      | De visser                                                             | Aert van der Neer                      |            | 71.60            | MET          |
|      | Zicht op Haarlem in het Haarlemmer Meer                               | Jan van Goyen                          | 1646       | 71.62            | MET          |
|      | Portret van een man                                                   | Abraham de Vries                       | 1643       | 71.63            | MET          |
|      | Interieur van een keuken                                              | Willem Kalf                            |            | 71.69            | MET          |
|      | Portret van Johan Hulshout                                            | Pieter Cornelisz. van Slingelandt      | 1670       | 71.70            | MET          |
|      | Portret van een man                                                   | Bartholomeus van der Helst             | 1647       | 71.73            | MET          |
|      | De Eel                                                                | Salomon van Ruysdael                   |            | 71.75            | MET          |
|      | Malle Babbe                                                           | In de stijl van Frans Hals             | Jaren 1700 | 71.76            | MET          |
|      | Stilleven met glas en oesters                                         | Jan Davidsz. de Heem                   |            | 71.78            | MET          |
|      | Bedelaars in de doorgang                                              | Master of the Béguins                  | 1700s      | 71.80            | MET          |
|      | Man in harnas (Mars?)                                                 | In de stijl van Rembrandt              | 1700s      | 71.84            | MET          |
|      | Een hond bewaakt het gedode wild                                      | Jean-Baptiste Oudry                    | 1753       | 71.89            | MET          |
|      | Hoofd van een vrouw                                                   | Jean-Baptiste Greuze                   |            | 71.91            | MET          |
|      | De smidse                                                             | Léonard Defrance                       |            | 71.93            | MET          |
|      | Een cavalerie-aanval                                                  | Adam Frans van der Meulen              |            | 71.96            | MET          |
|      | Marine                                                                | Salomon van Ruysdael                   | 1650       | 71.98            | MET          |
|      | Dansende en feestende boeren                                          | David Teniers II                       | 1660       | 71.99            | MET          |
|      | De aanbidding der Wijzen                                              | Kopij naar Hugo van der Goes           | 1500s      | 71.100           | MET          |
|      | Koorddansen                                                           | Léonard Defrance                       |            | 71.105           | MET          |
|      | Het banket                                                            | Dirck Hals                             | 1628       | 71.108           | MET          |
|      | De spinster                                                           | Quirijn van Brekelenkam                | 1653       | 71.110           | MET          |
|      | Het duivenkot                                                         | Roelof Jansz. van Vries                |            | 71.116           | MET          |
|      | Granaatappelen en ander fruit in een landschap                        | Abraham Brueghel                       |            | 71.118           | MET          |
|      | The Grand Canal above the Rialto                                      | Francesco Guardi                       |            | 71.119           | MET          |
|      | Santa Maria della Salute                                              | Francesco Guardi                       |            | 71.120           | MET          |
|      | The Investiture of Bishop Harold as Duke of Franconia                 | Giovanni Battista Tiepolo              |            | 71.121           | MET          |
|      | Dansende boeren                                                       | Johannes Lingelbach                    | 1651       | 71.123           | MET          |
|      | Rust                                                                  | Nicolaes Pieterszoon Berchem           | 1644       | 71.125           | MET          |
|      | Johann I (1468–1532), the Constant, Elector of Saxony                 | Werkplaats van Lucas Cranach the Elder | 1532       | 71.128           | MET          |
|      | Zicht op Alkmaar                                                      | Salomon van Ruysdael                   |            | 71.135           | MET          |
|      | Verrast of betrapt                                                    | Christian Wilhelm Ernst Dietrich       |            | 71.142           | MET          |
|      | De roeping van Mattheus                                               | Workshop of Jan Sanders van Hemessen   | 1600s      | 71.155           | MET          |
|      | The Mourning Virgin; The Man of Sorrows                               | Kopij naar Dieric Bouts                | 1600s      | 71.156–57        | MET          |
|      | De pasgeboren baby                                                    | Matthijs Naiveu                        | 1675       | 71.160           | MET          |
|      | De aanbidding van de herders                                          | Christian Wilhelm Ernst Dietrich       |            | 71.162           | MET          |
|      | Abraham verlaat de familie van Lot                                    | Jan Victors                            |            | 71.170           | MET          |